# Sherri Martel
Sherri Schrull (* 8. Februar 1958 in Birmingham, Alabama als Sherri Russell; † 15. Juni 2007 in McCalla, Alabama) war eine US-amerikanische Wrestlerin und Wrestling-Managerin, die unter ihren Ringnamen Sherri Martel und Sensational Sherri bekannt wurde. Sie war maßgeblich an der Entwicklung des Frauen-Wrestlings ab den 1980er-Jahren in den USA beteiligt und gewann dreimal den AWA World Women’s Titel und einmal den WWF World Women’s Titel. Sie trat außerdem als Ringbegleitung und Managerin auf, etwa von Shawn Michaels, dem „Macho Man“ Randy Savage und dem Tag Team Harlem Heat. Seit 2006 ist sie Mitglied der WWE Hall of Fame.

## Karriere
Sherri Russell begann ihre Karriere nach Training durch Butch Moore im Jahr 1980. Die erfahrene Wrestlerin The Fabulous Moolah nahm sich ihrer an und förderte sie weiter. Von ihr erhielt sie auch den Ringnamen Sherri Martel. Ab 1981 sammelte sie erste Erfahrungen in Japan und durfte im August 1982 sogar um die NWA World Women’s Championship gegen The Fabulous Moolah antreten. Jedoch überwarf sie sich kurz darauf mit ihrer Mentorin, die Russells Partyleben nicht duldete.
Im September 1982 verletzte sie sich bei einer Battle Royal in Memphis, was ihre aktive Karriere drei Jahre lang unterbrechen sollte. In dieser Zeit trat sie als Ringbegleitung der Wrestler Tom Prichard und Pat Rose in Erscheinung.
1985, wieder als Wrestlerin aktiv, wechselte sie zur American Wrestling Association, wo sie bis 1987 blieb und insgesamt dreimal die AWA World Women’s Championship erhalten durfte. Ebenfalls war sie erneut als Ringbegleitung tätig, diesmal der Tag-Team Champions Buddy Rose und Doug Somers.
1987 wechselte Russell zur aufstrebenden World Wrestling Federation und durfte im Juli schließlich ihrer ehemaligen Mentorin Fabulous Moolah die WWF World Women’s Championship abnehmen. Im November des Jahres war sie dann Teil des ersten Frauen-Survivor Series Matches.
Am 7. Oktober 1988 musste sie ihren Titel an Rockin’ Robin abgeben, was jedoch erst einen Monat später ausgestrahlt wurde. Sie bestritt bis April 1989 Matches in der Frauen-Division, welche jedoch seitens der WWF zu diesem Zeitpunkt eingestellt wurde. Daher legte Russell ihren Fokus wieder auf das Begleiten der männlichen Wrestler und wurde schließlich als Queen Sherri mit Macho King Randy Savage gegen Dusty Rhodes und dessen weiblicher Begleitung Sapphire gebucht. Im Zuge dieses Programms war sie 1990 Teil des ersten gemischten Matches bei einer Wrestlemania. In die Fehde wurde auch Miss Elizabeth integriert, die mit ihrem stereotyp weiblichen Auftreten die Antithese zur unkonventionellen und „brutalen“ Sherri war. Ende dieses Fehdenprogramms im August des Jahres, stieg Russell vorerst nicht mehr aktiv in den Ring.
Bei der folgenden Wrestlemania 1991 trennte man Russell und Savage und sie wurde bis Anfang 1992 zur Begleiterin des Million Dollar Man Ted DiBiase, danach wurde sie Shawn Michaels zur Seite gestellt, dessen Einzugsmusik sie auch einsang.
Nach der Trennung von Michaels im Januar 1993, stieg Russell auch wieder in den Ring und fehdete an der Seite Tatankas bis Juli mit Luna Vachon und Bam Bam Bigelow. Russell verließ die WWF im Sommer 1993.
Nach kurzen Verpflichtungen bei der USWA, Smokey Mountain Wrestling und schließlich Extreme Championship Wrestling, wechselte sie im Mai 1994 als Sensuous Sherri zu World Championship Wrestling, begleitete kurzfristig Ric Flair und wurde dann im November unter dem Namen Sister Sherri die Ringbegleiterin des Tag Teams Harlem Heat, das aus Booker T und Stevie Ray bestand. Diese Rolle füllte sie bis Juli 1997 aus.
Bis 2005 bestritt Russell vereinzelt Matches auf unabhängiger Ebene. Auch an der Seite von Kurt Angle hatte sie 2005 einige Kurzauftritte in der WWE.
Ihren letzten Wrestling-Auftritt hatte sie im September 2006 in einem Backstage-Segment bei TNA Wrestling.
2024 wurde ihr in der fünften Staffel der Vice-TV-Dokuserie Dark Side of the Ring eine Folge gewidmet, in der ihr Leben und ihre Karriere porträtiert wurde.

## Privates
Russell hatte einen Sohn und war zweimal verheiratet und wieder geschieden, zuletzt mit Robert Schrull.
Sherri Russell verstarb am 15. Juni 2007 im Haus ihrer Mutter an einer Medikamenten-Überdosis, unter anderem Oxycodon.

## Erfolge

### Titel
- American Wrestling Association
  - 3 × AWA World Women’s Championship
- AWA Superstars of Wrestling
  - 1 × AWA Japan Women’s Championship
- World Wrestling Entertainment
  - 1 × WWE Women’s Championship

### Auszeichnungen
- World Wrestling Entertainment
  - WWE Hall of Fame 2006